# 真島火爆浪子
《真島火爆浪子》是在漫画雜誌《週刊少年Jump》1995年連載到1998年，由漫画家庭野真琴人所作的運動漫画。全15集。
本作雖然有長期連載但卻沒有動畫化和遊戲化並且還被中斷連載。不過有出廣播劇。
之後在2009年4月15日發售的《ComicBREAK》（日本文藝社刊）創刊号中，連載以6年後為背景的續集《陣內流柔術流浪傳 火爆格鬥王!!》，但由於ComicBREAK在2009年10月7号後終止了紙本刊物的發行、於是本作移轉到《週刊漫画ゴラク》2009年11月20日号中繼續連載。

## 故事大綱
從戰國時代的各場大戰中孕育而生的武術・陣內流柔術。主角真島零則是這個學習這個武術的人，雖然他在國中時是個不良少年、但在升上高中後，為了超越被說是陣內流史上最強的第八代繼承人・城之内將士並且也為了達成世界最強武術家的目標而開始奮鬥著。在這過程中，透過與不同武術家的戰鬥，使他身心也都逐漸地成長。

## 登場人物

### 陣內流柔術一門
※廣播劇聲優。
真島零（聲：草尾毅）
本編主角。16歳。小学時、在便利商店遇到強盗事件的危機而被望月土武郎所救、因此有了陣内流最強的印象。一度無法完成「用鐵菱（陣內流獨特握拳法）作一百下伏地挺身」的入門課題、但在他完成後，肉體反而變的比以前更強壯。由於性格好勝所以勇於直接面對強敵、不過卻怕高。容易得寸進尺且好色、但卻擁有著正義感十足的少年漫畫主角的要素。
續集中不知被誰消去了在美國的記憶並且還被捲入了奇怪的事件。另外喜歡美沙而向他告白卻被她忽視。
望月土武郎（聲：龍田直樹）
陣內流柔術第11代繼承人。有著能給予他人免許皆傳的資格。實力之強，連光臨館館長・櫻井軍侍都被他擊敗、年輕時還擁有前往美國進行異種格鬥戰的強勁實力，因此有著剃刀之刃的稱號。續集中未登場並且生死不明。
城之內將士（じょうのうち・まさし）
陣内流柔術第8代繼承人。被稱為陣內流史上最強的男人。將陣内流中的格鬥練習加上蹴當（也就是高踢、回踢等足技）。每天都用鐵菱作三千下伏地挺身並且用拳頭擊破十五個磚瓦。單身前往美國進行異種格鬥戰的20年內、完全不敗。
之後自己將廣士帶到巴西居住。原本預定要由廣士來繼承他的武術、但因為廣士用陣內流幹壞事而使他大為憤怒而和他決鬥。為了防止自己的兒子繼續用陳內流柔術為非作歹，城之內將士使用了陣內流禁術殺法「丸筏」造成自己兒子的脊髄被破壞而終身癱瘓、半身不遂。於是他和廣士斷絕關係並且為了傳承陣內流而回到日本傳授給弟子。
月形錯羅（聲：山口勝平）
城之內將士的曾孫。廣土之孫。18歳。由於爺爺被斷絕關係而不能姓城之內、因此改姓月形。
運動神經優異、擅長蹴當。被認為也帶有巴西人的血統。雖然體型嬌小但卻擅於運用彈跳力來玩弄對手。從自己的爺爺，月形（城之內）廣士， 以口傳與讀取卷軸的方式學習了陣內流柔術。
三浦初（聲：松野太紀）
真島的同學和朋友。雖然沒有正式進入陣内流、不過卻負責解讀陣內流的古文書和訓練管理、輔導員等工作來支援真島。由於常和真島一起到道場訓練、而多少學會一些武術、在續集中自願守護沒有真島、土武郎、月形的道場並且也和美沙的朋友、高中的女同學交往。

### 光臨館一門
※廣播劇聲優。
野野宮拓馬
光臨館空手初段。16歳。美沙的青梅竹馬並且喜歡她。
和真島不但是對手也是好友。
光臨館大會後，從高中輟學而到美國和GIGA訂契約。
擅長踢技。初期時留著平頭、但終盤再登場時、留著金色長髮。續集中和土武朗一起生死不明。
櫻井美沙
光臨館館長・櫻井軍侍的獨生女。在光臨館空手女子部學武術。16歳。
擁有對武術的知識、也喜歡青梅竹馬的拓馬。不過對真島也同樣有好感、但因為自己喜歡拓馬、而在續集中忽視了真島的告白。
櫻井軍侍
光臨館館長。年輕時和望月土武郎決鬥而輸掉。
從那之後受到天啟、而創設了光臨館空手道。其踢擊能讓沙袋搖晃一百八十度、還能將桌子踢破。
把當時8歳的碇省吾當作自己的親弟子般養育。
當真島叫他時，還稱他為「櫻井千年殺」。
碇省吾
光臨館神奈川支部長。空手道師父，實力4段。通稱「拳帝」。27歳。有個妻子。
小時候、由於家破人亡而流浪時、被櫻井軍侍收養成為親弟子，因此步向空手道格鬥家之路。
在輸給軍侍後、就像是著迷般拼命練習、讓他的拳頭到達超越人類境界的程度、連真島也說「能夠稱作兇器的東西，只有他的拳頭而已」。
有著可以在3m的距離中用拳風將蠟燭的火燄熄滅的傳說。
內藤誠示
屬於光臨館大阪支部。實力3段。通稱「骨頭破壞者」。20歲。
職業雖然是黑服、但也擔任驅趕黑道的保鑣工作。喜歡美女、當看到美女時就會向前去泡妞。絕技是能夠以2m以上的身高所使出金臂勾攻擊（可以折斷鎖骨的右臂勾）。
個性有點殘酷、喜歡看到自己的對手被他攻擊而痛苦的樣子、但和真島一戰後而改變。不過在和觀月的對決中，在他揮舞武器時能再看到他那殘酷的一面。僅管如此，在和真島一戰後，個性有改善並且多次和他合作或對他提供建議。
小田原廣美
屬於光臨館高知支部。實力2段。通稱「永久機關」。26歳。
將碇（她單方面）視為對手。擅長以充沛的體力來進行亂打。基本上重視突擊、也可以使用將七根木棒踢斷的下踢。
也以格鬥技解説者身分活躍著。
大河內司
屬於光臨館北海道支部。3段。擅長組合技，不過在還沒完全使用出來前就被真島打敗。

### 向道館一門
觀月裕紀
奧運候選的柔道家。通稱「柔道神童」。18歳。高中時就得到金鷲旗、全國高中大賽等冠軍。
得意技為他獨自改良的垂直落下式的内股「ツイスター」。也會使用禁招「山嵐」和「外巻き込み」。
有著比內藤更殘忍的性格、用關節技將內藤的手腕和肩膀弄到脱臼、使用片羽締め攻擊月形的氣管使他吐血。之後與真島決鬥、在輸給他的捻芭蕉後而認同他。
是個常把「比賽就是死鬥」掛在嘴上的人。
觀月冰見
裕紀的姐姐。由於祖先過去輸給陣內流而發誓報仇並且將自己的弟弟用斯巴達教育來讓他成長。20歳。
雖然有著模特兒般的美貌但性格卻很糟、即所謂的「女王」個性。把裕紀當作人偶般操弄、但在看到裕紀和真島一戰時被他弄傷後，使她湧現對弟弟的愛而改過向善並且將陣內流柔術抹消的誓言書撕去。
日下部
觀月家的管家。柔道五段體格巨大。雖然曾以自己的體格造成真島苦戰，但還是被他打敗。

### GIGA
張希特
使用白星蟷螂拳。有著父親在異種格鬥技戰中被望月土武郎殺掉的過去。
喜歡喝咖啡牛乳。終盤中被J・J怪罪、而在沒有和土武郎一戰下就被殺害。
J・J
本名不詳。張的上司、GIGA運営委員會之一。其位置是用自己的拳頭得來的。能使出沉重的刺拳而使野野宮畏懼著、最後由於殺害張的事情激怒了真島而被他打敗。
克里斯・迪比斯
原職業拳擊重量級冠軍的保持者。別名「大蛇」迪比斯。和真島進行過無數的好比賽、之後被GIGA將他和訓練員一起殺害。
巴茲・阿庫羅伊托
在麥迪遜廣場花園打摔角賽的摔角選手。綽號「壓殺獸」。和土武郎對戰、有著過去將摔角手的頭扭斷的技能‧曼哈頓釘鞋（雪崩式DDT）、但最後還是輸給土武郎。
明星山
夏威夷出身的原橫綱。有著壓倒性的怪力。被師父勸他歸化並且虐待他，造成他反抗而以引起傷害事件、結果被迫離開相撲界。在和真島對戰後被金文世攻擊、而受了無法再起的重傷。
因為體重的關係而造成他的膝傷。
金（キム）兄弟
使用跆拳道的雙胞胎兄弟。分別是兄・金文世（ムンセ）和弟・金相宇（サンウ）。
相宇是韓国的有名選手。文世則因為過去的暴力事件使他的右腳骨被粉碎、於是用陶瓷取代。
在他們參加GIGA以前都是由GIGA暗中處理弟弟的對手。之後因為攻擊明星山而和真島進行戰鬥並且因此找回對格鬥的熱情，於是因此改過向善。
由於兄弟兩人都很帥、讓有他們的比賽會場的觀眾幾乎都是女性。
卡魯達‧穆阿林斯 (ครุฑ เมืองสุรินทร์)
泰拳高手。每此比賽獲勝時都會露出在背後的迦樓羅的羽毛刺青。
過去在泰國的国營競技場倫皮尼拳擊場、是個有著能讓賭局無法成立的強力選手。
得意技是先用跳躍膝擊攻擊，然後再回轉過來對頭部進行肘擊。
古雷哥利‧迪阿基雷輔
俄國人。是個以殺人為樂的男人。擅長使用桑搏。將張的頭扭斷致死、激怒真島而將他打敗（但在續集中復活並且和真島進行數次戰鬥）
金（古蘭・哥梅斯）
君臨異種格鬥技"GIGA"頂点且一身是謎的男人。
精通全格鬥技（不只是一般的格鬥術、就連各民族的格鬥技和陣內流柔術也都精通）。能擋住真島的攻撃、還可以把GIGA的兩個戰士瞬間擊敗、可見其實力之強。不過由於連載中途被中斷、所以讓他沒和任何人打過。
讓真島感覺到比碇更強的壓迫感。
續集中，他和真島的戰鬥只出現一下子而已。

## 武術

### 陣內流柔術
由戰国時代、仙台藩御留流家臣、陣内佐十郎重直所創的流派。擁有500年歷史。
因為從未輸過其他流派、所以每個格鬥家都無法小看他們。
原型來自柳生心眼流、實際存在的招式也在本作中登場。
手技
楔（くさび）
用手肘抵擋對手的攻擊。
獅子噛（ししかみ）
瞬轉擊。保持最容易攻擊的姿勢。
鐵菱（てつびし）
先勢拳（握成突出中指的關節部分的拳頭）。是個以打中關鍵部位為前提的打法。
丸鍔（まるつば）
從下巴下方進行攻擊。
差股（さすまた）
找到對手的死角而從雙膝進行攻擊。
百重刺（ももえざし）
針對對手進行攻擊的手腕和腳的要害進行亂擊。
星兜（ほしかぶと）
上段肘擊。從敵人頭上施以肘擊。
打鎰（うちかぎ）
封印對手的受身來引誘他自滅。
回轉蹴当
後獨樂（うしろごま）
主要是瞄準膝蓋進行踢擊。也可以在後面進行迴踢。
陽炎（かげろう）
一開始先出腳作出佯攻而作出兩段式的飛踢。雖然看起動作很快、但實際上是要用另一腳的膝擊來增加威力。
不知火（しらぬい）
當受到對手突擊時同時把腳伸出、由下從上往下巴進行踢擊。
卷雲（まきぐも）
對正後方的對手進行踢擊。
廻鉢（まわりばち）
像是要攻擊對手頭部一樣往前方撲去、實際上是要作出迴轉膝擊。也可以用來佯攻。
鉄鞭（かなむち）
一旦受到對手攻擊就往他的前方進行踢擊。
曲輪（ぐるわ）
先用兩次的踢擊佯攻後、實際上是要用出朝上的腳跟擊。月形擅於此招。
蹴当
山階羽（さんがいばね）
從高處跳下來、針對上段・中段・下段一口氣進行攻擊。在金兄弟戰中由月形所使出。
水蜘蛛（みずぐも）
對於對手的阿基里斯腱進行踢擊。
吹き返し
弄清楚對手的手腕處並且施以膝擊。
周轉當身術
鬼會（おにだまり）
擋掉對手攻擊、對於肘部進行攻擊、然後就這樣用肘部再對腹部進行攻擊。或一邊用腳擋掉攻擊、在用肩膀對肋骨處進行攻擊。如果無法造成傷害、還可以把對手丟出去。真島有一度常用這招、而被看作是他的意殺技。
巻鎖（まきぐさり）
看起來是要使出下段踢擊，但其實是要揮拳攻擊。可用來作為佯攻。
膝丸（ひざまる）
鬼會的變化技。先擋住上段踢擊、再抓住膝蓋、然後丟出去。
投擲技
片羽斬（かたはぎり）
利用對手的攻擊、抓住肘關節處、之後丟飛出去。
国崩（くにくずし）
利用對手要丟人的招式、反過來把人丟出去。
旋風台（せんぷうだい）
纏住對手的頭部、抓住肘關節再丟出去。丟出去後再把抓住的手肘扭斷、然後向下摔。
連城砲（れんじょうほう）
破壞兩肘關節、さらに金的をも蹴り上げる捨身技。
蛇頭碎（じゃとうくだき）
纏住頭後丟出去。
逆鉾（さかほこ）
把對手反過來丟出去。
達磨投（だるまなげ）
封住對手的受身並且丟出去。
抓技
片羽絞（かたはじめ）
抓住單手並且纏住頭部。
鐙（あぶみ）
抓住阿基里斯腱。
蝶形（ちょうなり）
把手腕拉成逆十字。或將雙腳交叉著、而讓對手難以脫離。
捻芭蕉（ねじりばしょう）
抓住雙膝關節。然後對腳的關節部分進行亂擊。
三目札（みつめざね）
同時抓度踝、膝、股等三處足關節。
構え
斬鉄の構え
天地陰陽の構え
山勢厳（さんせいがん）の構え
無為（むい）の構え
裏手
雷車（いかずちぐるま）
把兩手腕交叉抓著然後丟出去。由於封住其受身而會讓頭部直接著地。
漆折（うるしおり）
把對手的攻擊腳用腳纏住並且用膝蓋以全身的力量壓下去來折斷對手的膝蓋。
丸筏（まるいかだ）
單腳畫圓，以後仰的姿勢朝對手的脊髓進行攻擊。城之内將士就是被月形錯羅的爺爺、自己的兒子・廣士因此弄傷。
逆鷹之羽（さかたかのは）
抓住肘部而丟出去。
奧義
超丹田（ちょうたんでん）
鍛練氣功而得到可以像是擁有強壯身體的力量。加以應用的話還可以把腹部變成肚子。
秘傳
千人殺（せんにんごろし）
朝對手腹部進行拳擊、利用其衝撃向臓器給予傷害。目的是要破壞內臟造成內傷、語源來自仙人能夠使出毫無外傷的攻擊來打倒對手。
二天鋲（にてんのびょう）
先以重拳攻擊腹部並且還能將拳頭朝上攻擊、而變形成拳擊下巴肘擊腹部的姿勢。真島和碇對決時所使用、同時也成為決定勝負的一擊。
雷電光（らいでんこう）
對腹部進行掌擊、還能轉動手指來粉碎肋骨並且破壞內臟。
活法
神活（しんかつ）
表現出柔術（殺活法）特性的技巧。可以用拳朝心跳停止的人的心臟部位送氣、而讓心臟因此跳動。